# Cuthonellidae
Famille
Synonymes
- Cuthonellinae M. C. Miller, 1977[1]

Les Cuthonellidae sont une famille de mollusques gastéropodes nudibranches marins.

## Systématique
La famille des Cuthonellidae a été créée en 1977 par le malacologiste néozélandais Michael Charles Miller (d) (1933-).

## Liste de genres
Selon World Register of Marine Species (29 septembre 2021) :
- genre Cratenopsis Lemche, 1935 -- 1 espèce (douteuse)
- genre Cuthonella Bergh, 1884 -- 17 espèces